# Ytterholmen
För andra betydelser, se Ytterholmen (olika betydelser).
Ytterholmen är en ö i Gotlands kommun i Gotlands län, belägen drygt 500 meter utanför S:t Olofsholm på nordöstra Gotland. Ön är cirka 600 meter lång och cirka 300 meter bred. Ytterholmens högsta delar når lite mer än 15 meter över havet. I norr och väster är öns stränder branta och delvis klintartade. Mot söder och öster sluttar stranden mer flackt ned mot vattnet.
Ön är till stora delar täckt av vallar av strandklapper. Här och var sticker dock berggrunden upp som oregelbundet formade revkalkpartier. Framför allt i nordost och söder står flera höga raukar. Ytterholmen var ett naturreservat på 36 hektar, varav 17 hektar land och 19 hektar vatten, vilket 2021 uppgick i Slite skärgårds naturreservat. Naturreservatet bildades 1931. Ön var ett militärt skyddsområde fram till slutet av 1990-talet, men nu råder inte längre något landstigningsförbud.